# La Rédemption du temps
La Rédemption du temps (en chinois simplifié : 观想之宙 ; pinyin : Guānxiǎng zhī zhòu), dit aussi Le Problème à trois corps X (三体 X, Sāntǐ X), est un roman de science-fiction de Baoshu (en) publié en 2011. Il se veut un prolongement de la trilogie du Problème à trois corps de Liu Cixin.

## Résumé
Le roman est centré sur Yun Tianming, personnage de La Mort immortelle dont une partie de l'histoire n'est jamais racontée. Adoptant son point de vue, Baoshu relate la récupération de son cerveau par les Trisolariens et la manière dont ceux-ci apprennent de lui des stratégies pour lutter contre l'humanité pendant et après l'ère de la dissuasion. Dans la seconde partie du roman, Yun Tianming est mêlé à une intrigue plus vaste ayant trait au destin de l'Univers : d'un « Éden » primordial à dix dimensions, celui-ci s'effondre peu à peu vers un état monodimensionnel, mais Yun Tianming élabore une tactique qui lui permet de restaurer les dix dimensions originelles.

## Historique de publication
La Rédemption du temps est initialement une fanfiction publiée sous forme de feuilleton sur les plateformes SMTH BBS (en) et Baidu Tieba à partir du 5 décembre 2010. Son auteur Baoshu (en), alors étudiant de l'université de Pékin, dit avoir fini la trilogie du Problème à trois corps en 70 jours : il doit pour cela demander à un ami de lui envoyer par courriel des photographies de chaque page du dernier tome, La Mort immortelle, publié alors qu'il étudiait en Europe. Ayant ensuite rejoint les nombreux débats agitant le lectorat de la trilogie au sujet de ses personnages, de ses intrigues et de ses questions non résolues, il développe un intérêt particulier pour le personnage de Yun Tianming, ce qui le conduit à écrire une fanfiction imaginant ses aventures entre sa disparition et sa réapparition dans La Mort immortelle.
Le roman, qui fait partie des premières fanfictions sur la trilogie, connaît un grand succès en ligne et attire l'attention de Yao Haijun, alors rédacteur en chef du magazine Monde de la science-fiction, qui contribue à sa publication au format papier. Celle-ci s'effectue en 2011 chez Chóngqìng chūbǎnshè, éditeur de la trilogie de Liu Cixin, avec l'accord de ce dernier. Il s'agit de la seule fanfiction du Problème à trois corps à avoir connu ce destin. Comme la trilogie dont elle s'inspire, La Rédemption du temps fait par la suite l'objet de plusieurs traductions internationales, dont une version anglaise de Ken Liu, publiée le 16 juillet 2019 chez Tor Books sous le titre The Redemption of Time, et une version française de Gwennaël Gaffric, publiée le 11 mars 2020 chez Actes Sud. La version japonaise, quant à elle, est nommée au prix Seiun 2023 du meilleur roman étranger.